# Zwitsers voetbalelftal in 2016
Het Zwitsers voetbalelftal speelde twaalf officiële interlands in het jaar 2016, waaronder zes duels in de kwalificatiereeks voor het WK voetbal 2018 in Rusland. Zwitserland wist zich te plaatsen voor de eindronde onder leiding van bondscoach Vladimir Petković. Op de in 1993 geïntroduceerde FIFA-wereldranglijst steeg Zwitserland in 2016 van de 12de plaats (januari 2016) naar de 11de plaats (december 2016).

## Balans
| Wedstrijden | Wedstrijden | Wedstrijden | Wedstrijden | Doelpunten | Doelpunten | Doelpunten | Punten |
| Gespeeld    | Winst       | Gelijk      | Verlies     | Voor       | Tegen      | Saldo      | Punten |
| ----------- | ----------- | ----------- | ----------- | ---------- | ---------- | ---------- | ------ |
| 12          | 6           | 3           | 3           | 15         | 11         | +4         | 1.250  |

## Interlands
|                                                               |                 |       |             |                                                                                   |
| 25 maart Vriendschappelijk № 761 «onderlinge duels» 20:45 uur | Ierland         | 1 – 0 | Zwitserland | Aviva Stadium, Dublin Toeschouwers: 35.450 Scheidsrechter: Miroslav Zelinka (CZE) |
| 25 maart Vriendschappelijk № 761 «onderlinge duels» 20:45 uur | Ciaran Clark 2' |       |             | Aviva Stadium, Dublin Toeschouwers: 35.450 Scheidsrechter: Miroslav Zelinka (CZE) |

|                                                     |             |                                   |                |                                                                                    |
| 29 maart Vriendschappelijk № 762 «onderlinge duels» | Zwitserland | 0 – 2                             | Bosnië en Her. | Letzigrund, Zürich Toeschouwers: 17.000 Scheidsrechter: Sébastien Delferière (BEL) |
| 29 maart Vriendschappelijk № 762 «onderlinge duels» |             | 14' Edin Džeko 57' Miralem Pjanić |                | Letzigrund, Zürich Toeschouwers: 17.000 Scheidsrechter: Sébastien Delferière (BEL) |

|                                                   |                     |       |                                       |                                                                                   |
| 28 mei Vriendschappelijk № 763 «onderlinge duels» | Zwitserland         | 1 – 2 | België                                | Stade de Genève, Lancy Toeschouwers: 20.000 Scheidsrechter: Paolo Mazzoleni (ITA) |
| 28 mei Vriendschappelijk № 763 «onderlinge duels» | Blerim Džemaili 31' |       | 34' Romelu Lukaku 83' Kevin De Bruyne | Stade de Genève, Lancy Toeschouwers: 20.000 Scheidsrechter: Paolo Mazzoleni (ITA) |

|                                                             |                                                |       |                  |                                                                                           |
| 3 juni Vriendschappelijk № 764 «onderlinge duels» 18:00 uur | Zwitserland                                    | 2 – 1 | Moldavië         | Stadio di Cornaredo, Lugano Toeschouwers: 5.700 Scheidsrechter: Alejandro Hernández (ESP) |
| 3 juni Vriendschappelijk № 764 «onderlinge duels» 18:00 uur | Stanislav Namașco 12' (e.d.) Admir Mehmedi 75' |       | 69' Radu Gînsari | Stadio di Cornaredo, Lugano Toeschouwers: 5.700 Scheidsrechter: Alejandro Hernández (ESP) |

| EK voetbal 2016 |
| --------------- |

|                                                            |         |                 |             |                                                                                        |
| 11 juni EK 2016 Groep A № 765 «onderlinge duels» 15:00 uur | Albanië | 0 – 1           | Zwitserland | Stade Bollaert-Delelis, Lens Toeschouwers: 33.805 Scheidsrechter: Carlos Velasco (ESP) |
| 11 juni EK 2016 Groep A № 765 «onderlinge duels» 15:00 uur |         | 5' Fabian Schär |             | Stade Bollaert-Delelis, Lens Toeschouwers: 33.805 Scheidsrechter: Carlos Velasco (ESP) |

|                                                            |                          |       |                   |                                                                                     |
| 15 juni EK 2016 Groep A № 766 «onderlinge duels» 18:00 uur | Roemenië                 | 1 – 1 | Zwitserland       | Parc des Princes, Parijs Toeschouwers: 43.576 Scheidsrechter: Sergej Karasjov (RUS) |
| 15 juni EK 2016 Groep A № 766 «onderlinge duels» 18:00 uur | Bogdan Stancu 18' (pen.) |       | 57' Admir Mehmedi | Parc des Princes, Parijs Toeschouwers: 43.576 Scheidsrechter: Sergej Karasjov (RUS) |

|                                                            |             |       |           | |
| 19 juni EK 2016 Groep A № 767 «onderlinge duels» 21:00 uur | Zwitserland | 0 – 0 | Frankrijk | Grand Stade Lille Métropole, Villeneuve-d'Ascq Toeschouwers: 45.616 Scheidsrechter: Damir Skomina (SLO) |
| 19 juni EK 2016 Groep A № 767 «onderlinge duels» 21:00 uur |             |       |           | Grand Stade Lille Métropole, Villeneuve-d'Ascq Toeschouwers: 45.616 Scheidsrechter: Damir Skomina (SLO) |

|                                                                   |                                                                                  |              |                                                                                        | |
| 25 juni EK 2016 Achtste finale № 768 «onderlinge duels» 15:00 uur | Zwitserland                                                                      | 1 – 1 (n.v.) | Polen                                                                                  | Stade Geoffroy-Guichard, Saint-Étienne Toeschouwers: 38.842 Scheidsrechter: Mark Clattenburg (ENG) |
| 25 juni EK 2016 Achtste finale № 768 «onderlinge duels» 15:00 uur | Xherdan Shaqiri 82'                                                              |              | 39' Jakub Błaszczykowski                                                               | Stade Geoffroy-Guichard, Saint-Étienne Toeschouwers: 38.842 Scheidsrechter: Mark Clattenburg (ENG) |
| 25 juni EK 2016 Achtste finale № 768 «onderlinge duels» 15:00 uur | Strafschoppen                                                                    |              |                                                                                        | Stade Geoffroy-Guichard, Saint-Étienne Toeschouwers: 38.842 Scheidsrechter: Mark Clattenburg (ENG) |
| 25 juni EK 2016 Achtste finale № 768 «onderlinge duels» 15:00 uur | Stephan Lichtsteiner Granit Xhaka Xherdan Shaqiri Fabian Schär Ricardo Rodríguez | 4 – 5        | Robert Lewandowski Arkadiusz Milik Kamil Glik Jakub Błaszczykowski Grzegorz Krychowiak | Stade Geoffroy-Guichard, Saint-Étienne Toeschouwers: 38.842 Scheidsrechter: Mark Clattenburg (ENG) |

|  |  |  |  |  |  |  |  |  |

|                                                                             |                                    |       |          |                                                                                      |
| 6 september Kwalificatie WK 2018 Groep B № 769 «onderlinge duels» 20:45 uur | Zwitserland                        | 2 – 0 | Portugal | St. Jakob-Park, Bazel Toeschouwers: 36.000 Scheidsrechter: Antonio Mateu Lahoz (ESP) |
| 6 september Kwalificatie WK 2018 Groep B № 769 «onderlinge duels» 20:45 uur | Breel Embolo 23' Admir Mehmedi 30' |       |          | St. Jakob-Park, Bazel Toeschouwers: 36.000 Scheidsrechter: Antonio Mateu Lahoz (ESP) |

|                                                                           |                                 |       |                                                                |                                                                                    |
| 7 oktober Kwalificatie WK 2018 Groep B № 770 «onderlinge duels» 20:45 uur | Hongarije                       | 2 – 3 | Zwitserland                                                    | Groupama Aréna, Boedapest Toeschouwers: 22.000 Scheidsrechter: Björn Kuipers (NED) |
| 7 oktober Kwalificatie WK 2018 Groep B № 770 «onderlinge duels» 20:45 uur | Ádám Szalai 53' Ádám Szalai 71' |       | 51' Haris Seferovic 67' Ricardo Rodríguez 89' Valentin Stocker | Groupama Aréna, Boedapest Toeschouwers: 22.000 Scheidsrechter: Björn Kuipers (NED) |

|                                                                            |                        |       |                                           |                                                                                         |
| 10 oktober Kwalificatie WK 2018 Groep B № 771 «onderlinge duels» 20:45 uur | Andorra                | 1 – 2 | Zwitserland                               | Estadi Nacional, Andorra la Vella Toeschouwers: 2.014 Scheidsrechter: John Beaton (SCO) |
| 10 oktober Kwalificatie WK 2018 Groep B № 771 «onderlinge duels» 20:45 uur | Alexandre Martínez 90' |       | 19' (pen.) Fabian Schär 77' Admir Mehmedi | Estadi Nacional, Andorra la Vella Toeschouwers: 2.014 Scheidsrechter: John Beaton (SCO) |

|                                                                             |                                            |       |         |                                                                                       |
| 13 november Kwalificatie WK 2018 Groep B № 772 «onderlinge duels» 20:45 uur | Zwitserland                                | 2 – 0 | Faeröer | Swissporarena, Luzern Toeschouwers: 14.800 Scheidsrechter: Sébastien Delferière (BEL) |
| 13 november Kwalificatie WK 2018 Groep B № 772 «onderlinge duels» 20:45 uur | Eren Derdiyok 27' Stephan Lichtsteiner 83' |       |         | Swissporarena, Luzern Toeschouwers: 14.800 Scheidsrechter: Sébastien Delferière (BEL) |

## FIFA-wereldranglijst
| JAN | FEB | MAR | APR | MEI | JUN | JUL | AUG | SEP | OKT | NOV | DEC |
| --- | --- | --- | --- | --- | --- | --- | --- | --- | --- | --- | --- |
| 12  | 12  | 12  | 14  | 14  | 15  | 18  | 18  | 16  | 14  | 11  | 11  |

## Statistieken
| Yann Sommer          | 1988-12-17 | Borussia M'gladbach | 10 | 0 | 0 | 25 | 0 |
| Roman Bürki          | 1990-11-14 | Borussia Dortmund   | 2  | 0 | 0 | 6  | 0 |
| Verdediging          |            |                     |    |   |   |    |   |
| Ricardo Rodríguez    | 1992-08-25 | VfL Wolfsburg       | 12 | 0 | 1 |    |   |
| Fabian Schär         | 1991-12-20 | TSG Hoffenheim      | 11 | 0 | 2 |    |   |
| Stephan Lichtsteiner | 1984-01-16 | Juventus            | 9  | 0 | 1 |    |   |
| Johan Djourou        | 1987-01-18 | Hamburger SV        | 7  | 0 | 0 |    |   |
| Michael Lang         | 1991-02-08 | FC Basel            | 3  | 4 | 0 |    |   |
| Timm Klose           | 1988-05-09 | Norwich City        | 2  | 1 | 0 |    |   |
| Philippe Senderos    | 1985-02-14 | Glasgow Rangers     | 2  | 0 | 0 |    |   |
| Nico Elvedi          | 1996-09-30 | Borussia M'gladbach | 1  | 2 | 0 |    |   |
| Steve von Bergen     | 1983-06-10 | BSC Young Boys      | 1  | 0 | 0 |    |   |
| François Moubandje   | 1990-06-21 | Toulouse            | 0  | 3 | 0 |    |   |
| Silvan Widmer        | 1993-03-05 | Udinese             | 0  | 3 | 0 |    |   |
| Middenveld           |            |                     |    |   |   |    |   |
| Granit Xhaka         | 1992-09-27 | Arsenal             | 11 | 0 | 0 |    |   |
| Blerim Džemaili      | 1986-04-12 | Bologna             | 10 | 0 | 1 |    |   |
| Valon Behrami        | 1985-04-19 | Watford             | 10 | 0 | 0 |    |   |
| Xherdan Shaqiri      | 1991-10-10 | Stoke City          | 8  | 0 | 1 |    |   |
| Gelson Fernandes     | 1986-09-02 | Stade Rennais       | 2  | 7 | 0 |    |   |
| Valentin Stocker     | 1989-04-12 | Hertha BSC          | 1  | 2 | 1 | 36 | 6 |
| Pajtim Kasami        | 1992-06-02 | Nottingham Forest   | 1  | 1 | 0 |    |   |
| Denis Zakaria        | 1996-11-20 | BSC Young Boys      | 0  | 3 | 0 | 3  | 0 |
| Fabian Frei          | 1989-01-08 | 1. FSV Mainz 05     | 0  | 2 | 0 |    |   |
| Edimilson Fernandes  | 1996-04-15 | West Ham United     | 0  | 1 | 0 |    |   |
| Luca Zuffi           | 1990-03-27 | FC Basel            | 0  | 1 | 0 | 4  | 0 |
| Aanval               |            |                     |    |   |   |    |   |
| Admir Mehmedi        | 1991-03-16 | Bayer 04 Leverkusen | 11 | 1 | 4 |    |   |
| Haris Seferović      | 1992-02-22 | Eintracht Frankfurt | 8  | 3 | 1 |    |   |
| Breel Embolo         | 1997-02-14 | Schalke 04          | 6  | 4 | 1 | 17 | 2 |
| Eren Derdiyok        | 1988-06-12 | Galatasaray SK      | 3  | 3 | 1 |    |   |
| Renato Steffen       | 1991-11-03 | FC Basel            | 1  | 2 | 0 | 5  | 0 |
| Shani Tarashaj       | 1995-02-07 | Eintracht Frankfurt | 0  | 5 | 0 | 5  | 0 |